# Reitern (Gemeinde Bad Aussee)
Reitern ist ein Ort im Ausseerland des Salzkammerguts in der Steiermark wie auch Katastralgemeinde der Stadtgemeinde Bad Aussee im Bezirk Liezen.

## Geographie
Der Ort befindet sich etwa 35 Kilometer westlich von Liezen, nordwestlich von Bad Aussee.
Die Rotte Reitern liegt 2 km oberhalb von Bad Aussee am Fuß des Sarsteinmassivs, auf um die 770 m ü. A. Höhe. Sie hat um die 30 Häuser.
Zur Ortschaft gehören auch die Häuser die Pötschenstraße (Salzkammergutstraße, B145) herauf ab obere Marktleite und Am Brandhof, die Häuser Gotschmanninstraße nördlich, und die Rotte Vogelbichl oberhalb an der B145, wie auch Hiasn am Lupitschbach und Wald (Wald in Reith) unten an der Altausseer Traun bei Praunfalk. Zusammen umfasst diese Ortschaft gut 150 Adressen mit etwa 380 Einwohnern.
Die Katastralgemeinde Reitern ist mit 1662,5 Hektar viel umfassender. Sie erstreckt sich von Lupitschbach und der Altausseer Traun entlang der Badausseer Traun und Koppentraun bis an die oberösterreichische Landesgrenze, und auf den Gipfel Hoher Sarstein (1975 m ü. A.). Zu dieser Katastralgemeinde gehören auch die Ortschaften Lerchenreith und Sarstein.
| Lupitsch (KG, Gem. Altaussee)                                    | Altaussee (KG) Lichtersberg (O) Wimm (alle Gem. Altaussee) | Puchen (O) Hollau 1869 (beide Gem. Altaussee)        |
| Vogelbichl Obersee (KG, Gem. Bad Goisern a.H., Bez. Gmunden, OÖ) | Kompassrose, die auf Nachbargemeinden zeigt                | Wald Obertressen (O u. KG) Praunfalk (O Obertressen) |
| Sarstein (O) Obertraun (KG u. Gem., Bez. Gmunden, OÖ)            | Lerchenreith (O) Straßen (KG)                              | Bad Aussee (O u. KG)                                 |

## Geschichte, Infrastruktur und Natur
Um 1295 sind hier – samt Lerchenreith – 16 Häuser urkundlich, davon 8 in der heutigen Ortschaft.
Der Ortsname erscheint erst im mittleren 19. Jahrhundert auf Karten, zuerst beim Gehöft Moser an der alten Poststraße über die Pötschen, später beim Schmidgut.
Mit Schaffung der Ortsgemeinde 1848/49 wurde die in den 1820ern gebildete Steuergemeinde Reittern auch politische Gemeinde. Sie hatte mitsamt Lerchenreith und Sarstein seinerzeit 260 Einwohner, davon 35 in der Ortschaft selbst. Die beiden Ortslagen der Ortschaft hießen damals Schmidtgut und Vogelbühel.
Nach dem Anschluss Österreichs und der Neugliederung der Ostmark (1942 Alpen- und Donau-Reichsgaue des Deutschen Reichs) wurde das Ausseerland dem Gau Oberdonau (Oberösterreich) inkorporiert. Gleichzeitig wurde eine Großgemeinde Bad Aussee geschaffen, der auch Straßen angeschlossen wurde. Diese Angliederung wurde schon 1939 verordnet, aber erst 1942/43 umgesetzt.
Hier befindet sich heute das Solebad und Hotel Narzissen Vital Resort.
Der Ort liegt im umfangreichen Landschaftsschutzgebiet Salzkammergut (LSG 14b). Die westlichsten Teile der Katastralgemeinde reichen schon in die Kernzone des UNESCO-Welterbe-Gebiets Hallstatt–Dachstein/Salzkammergut am Sarstein.